# Corniche marcapiano

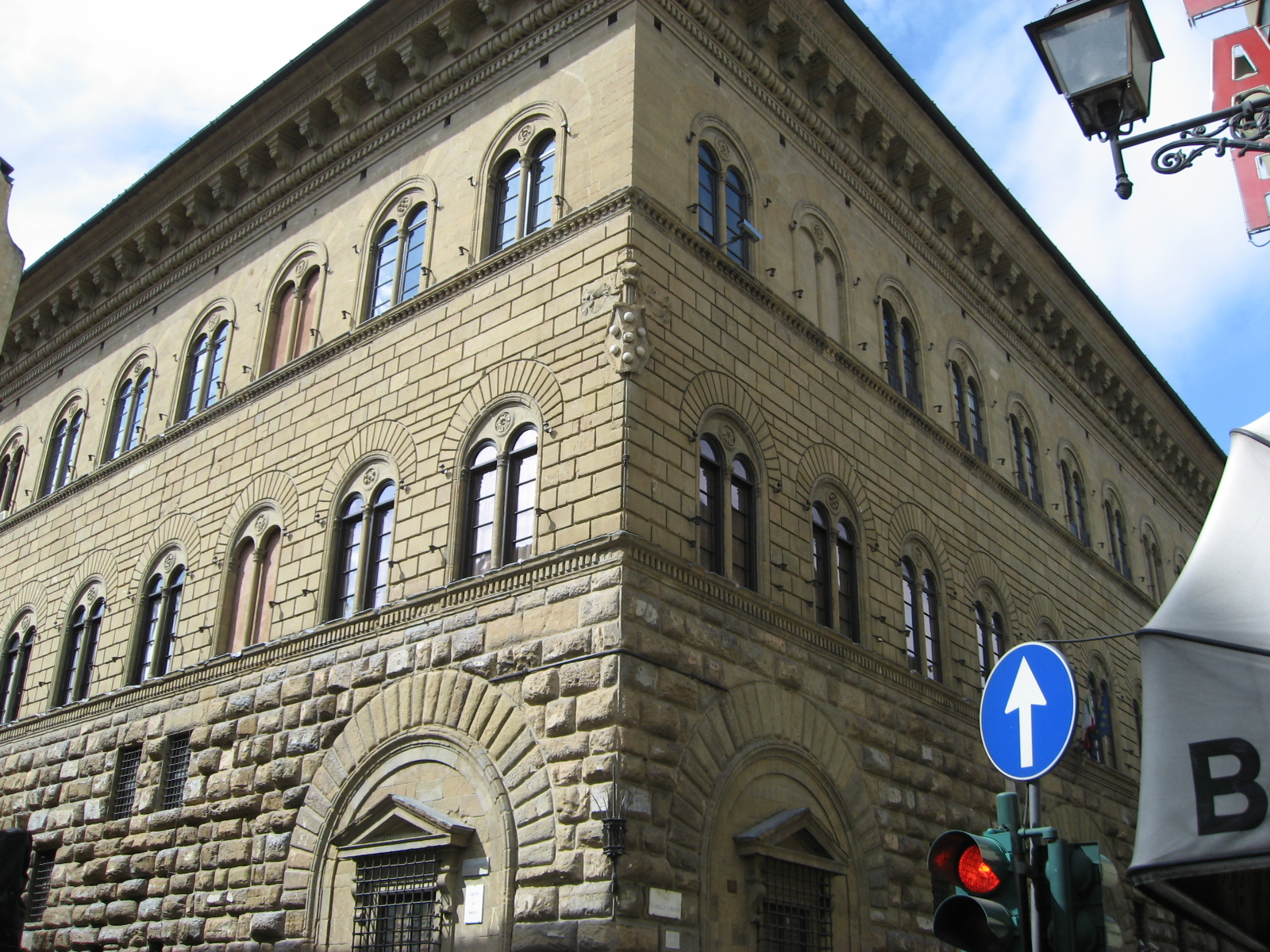
Les corniches dites marcapiano de la façade du palais Medici-Riccardi.

La corniche marcapiano (en italien cornice marcapiano et même plus simplement marcapiano) est un élément d'architecture purement décoratif, typique des résidences florentines (les palazzi et les ville, palais et villas) de la Renaissance.
Séparant les étages de l'édifice, souvent différenciés par des ordres distincts, ces corniches concourent à l'accroissement de la perspective en marquant les niveaux (d'où leur nom : marca-piano).
L'exemple le plus net est celui du palais Medici-Riccardi, dont le primopiano est de style bugnato, le style des étages supérieurs s'allégeant vers le haut, chaque niveau étant séparé de ses voisins par une corniche marcapiano.
La corniche la plus haute se développe le plus souvent en surplomb avant la toiture débordante, une cornicione à moulure et modillons.

## Sources
- (it) Cet article est partiellement ou en totalité issu de l’article de Wikipédia en italien intitulé « Cornice marcapiano » (voir la liste des auteurs).